# Volvo Philip

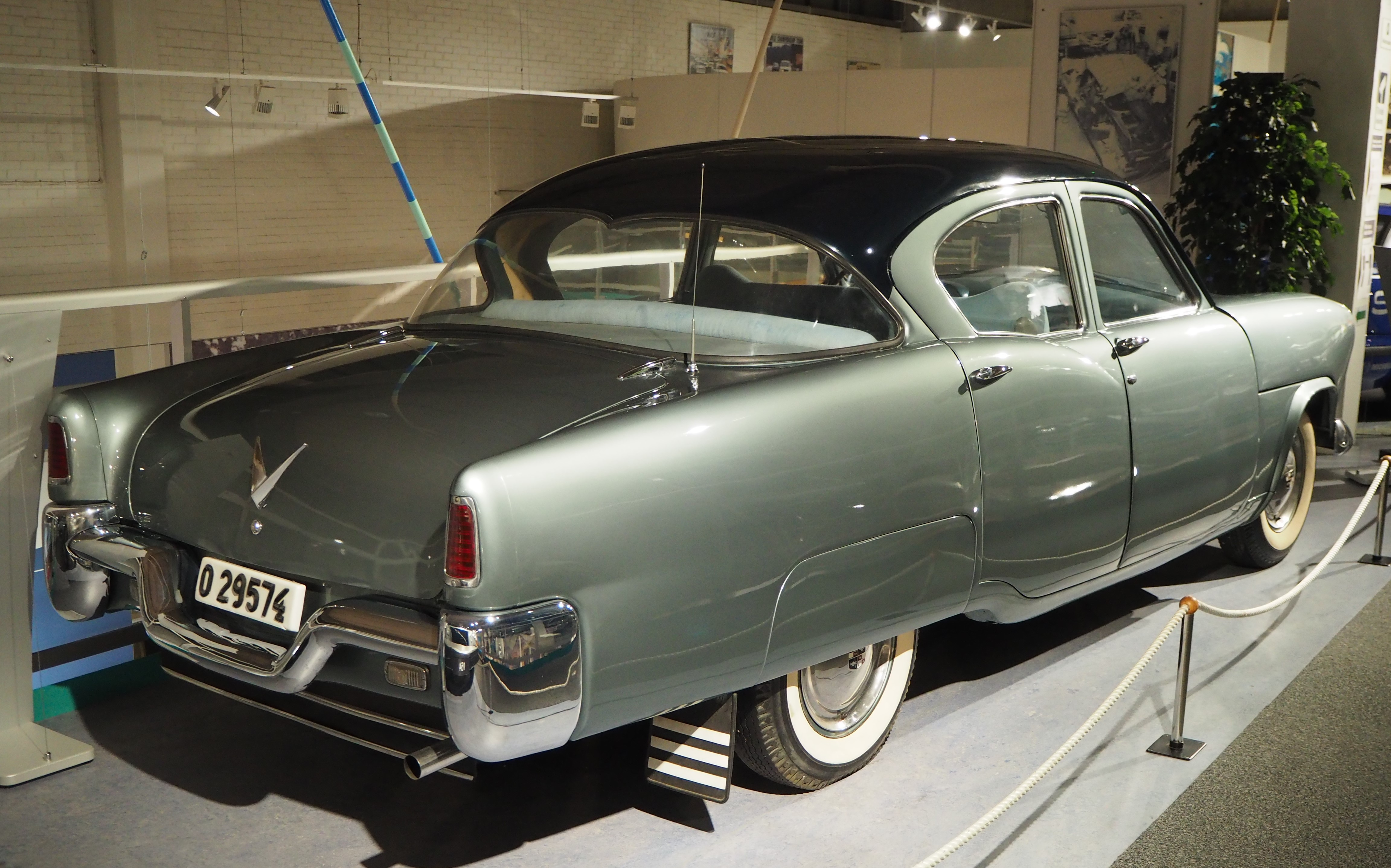
Heckansicht

Der Volvo Philip ist ein Konzeptfahrzeug des schwedischen Automobilherstellers Volvo von 1952.

## Beschreibung
Das Fahrzeug wurde im Mai 1953 präsentiert. Mit diesem fahrbaren Prototyp lotete der schwedische Hersteller Marktchancen in den USA aus. Jan Wilsgaard war der Designer.
Das Fahrzeug hat einen V8-Motor. Er hat 3559 cm³ Hubraum und leistet 120 PS bei 4300 Umdrehungen in der Minuten. Eine andere Quelle gibt 4000 Umdrehungen an. Der Frontmotor treibt die Hinterachse an. Das Automatikgetriebe hat zwei Gänge.
Die Limousine hat vier Türen und sechs Sitze. Sie ist äußerlich von US-Fahrzeugen der 1950er Jahre inspiriert. Eine Quelle nennt speziell den Kaiser. Auffallend sind Heckflossen, eine hintere Panoramascheibe, Abdeckungen über den Hinterrädern und ein andersfarbiges Dach. Die Motorhaube umfasst einen Teil der vorderen Kotflügel.
Das Fahrzeug ging nicht in Serienproduktion. Eine Quelle meint, dass die Produktion zu teuer geworden wäre.
Das Fahrzeug existiert noch und ist im Werksmuseum von Volvo in Göteborg ausgestellt.